# Nordmandsdalen
Nordmandsdalen er et skulpturanlæg i Fredensborg slotshave, der ligger i havens vestlige del. Det består af et amfiteatralsk opbygget skulpturanlæg, hvor 70 norske og færøske bønder, fiskere og andre folkefigurer er afbildet i sandstensfigurer i naturlig størrelse. Anlægget blev skabt under Kong Frederik 5. og Dronning Juliane Marie i årene 1764-1784, hvor Danmark og Norge var et fællesrige.

## Historie
Nordmandsdalen påbegyndtes i 1764, som et af mange anlæg i den fransk inspirerede slotshave. Man mener, at kongen selv var idemanden bag anlægget.
For at finde oprindelsen til Nordmandsdalen, skal man tilbage til midten af 1700-tallet, da Danmark og Norge var et og samme rige. I Bergen boede Jørgen Christensen Garnaas. Han var postkører og uddelte post på Norges vestkyst. I sin fritid snittede han små trædukker og iklædte dem de dragter, han iagtog på sin postrute. Derefter sendte han dukkerne til Det kongelige Kunstkammer i København.
Efter nogle år fik Garnaas foretræde for kong Frederik V og fik en bestilling på udførelsen af små elfenbensdukker på baggrund af trædukkerne. Disse figurer skulle så danne grundlag for udførelsen af en serie sandstensskulpturer i naturlig størrelse, forestillende norske bønder, fiskere og andet godtfolk, udført af hofbilledhugger Johann Gottfried Grund.
Fra 1764 og fremefter blev figurerne opstillet amfiteatralsk i en gammel grusgrav i Fredensborg slotshave.
Nordmandsdalen blev præsenteret for enkedronning Juliane Marie i 1773, sammen med et kobberstik af anlægget, stukket af Heckel, på baggrund af Grunds tegninger. Selve anlægget blev dog først færdiggjort i 1784.

### Restaurering
En undersøgelse, som blev foretaget af anlægget i 1976, viste, at figurerne var alvorligt skadet af vejr og vind. I 1984 besluttede Slots- og Ejendomsstyrelsen, at de originale skulpturer måtte sikres mod yderligere forvitring – og at der skulle hugges kopier og sættes ud i barokanlægget. Anlægget blev i 2000 genskabt i sin oprindelige form – og i 2002 kunne Dronning Margrethe indvie det restaurerede anlæg. De originale skulpturer opbevares nu indendørs i Christian 4.s Bryghus i København.

## Galleri
|                                                          |
| - Nordmandsdalen - Søjlen i midten af dalen - Skulpturer |

## Eksterne kilder og henvisninger
- "Nordmandsdalen" Arkiveret 24. februar 2015 hos  Wayback Machine hos Styrelsen for Slotte og Kulturejendomme
- Folder fra Slots- og Ejendomsstyrelsen (Fås på stedet)

55°58′57.67″N 12°23′15.86″Ø / 55.9826861°N 12.3877389°Ø